# Bruno Köhler
Bruno Köhler (16. července 1900 Nové Město pod Smrkem – 21. března 1989 Praha) byl československý politik česko-německého původu a poslanec Národního shromáždění za Komunistickou stranu Československa. Jeho jméno je úzce spjato s obdobím totalitní vlády KSČ v padesátých letech dvacátého století.

## Biografie
Od mládí se angažoval v komunistické straně. Vedl její mládežnickou organizaci Komsomol. Absolvoval Mezinárodní leninskou školu v Moskvě. Od roku 1929 patřil mezi přední funkcionáře nového vedení KSČ, které do funkce vynesl vzestup Klementa Gottwalda. Měl napojení na komunistické špičky v Sovětském svazu a zasahoval do četných sporů o výklad stranické linie, které často končily vylučováním a likvidací stranických frakcí.
V parlamentních volbách v roce 1935 se stal poslancem Národního shromáždění. Poslanecké křeslo ztratil k 30. říjnu 1938 v souvislosti se změnami hranic pomnichovského Československa. Profesí byl redaktorem. Podle údajů z roku 1935 bydlel v Radčicích.
Během války byl v exilu, nejprve v Paříži, pak v Sovětském svazu. Od roku 1943 zasedal v moskevském Zahraničním byru KSČ.
V roce 1945 se po návratu z Moskvy stal vedoucím pracovníkem sekretariátu Ústředního výboru KSČ. Pracovníkem aparátu Ústředního výboru Komunistické strany Československa se stal v roce 1947. Od ledna do září 1951 a znovu od ledna 1953 do června 1954 byl členem organizačního sekretariátu ÚV KSČ. Celostátní konference KSČ 18. prosince 1952 ho zvolila za člena ÚV KSČ a do této funkce ho opětovně zvolil X. sjezd KSČ, XI. sjezd KSČ a XII. sjezd KSČ. Od června 1954 až do dubna 1963 zastával post člena sekretariátu ÚV KSČ a od ledna 1953 do dubna 1963 i tajemníka ÚV KSČ. V období červen 1961 – prosinec 1962 byl kandidátem politbyra ÚV KSČ. V roce 1955 mu byl udělen Řád Klementa Gottwalda. Vrcholem jeho kariéry byl konec čtyřicátých a první polovina padesátých let, kdy se stal nejprve jedním z organizátorů teroru a čistek v rámci celé společnosti, později také likvidátorem spolupracovníků z vlastních řad (Rudolfa Slánského, Vladimíra Clementise nebo Otta Šlinga). V roce 1950 zasedal v komisi, která měla vypracovat odpověď Vlado Clementisovi a předložit ji ke schválení Gottwaldovi. Clementis tehdy čelil kritice a následně byl souzen a popraven po zmanipulovaném procesu.
V poválečném období se Köhler vrátil i do nejvyššího zákonodárného sboru. V letech 1960–1964 zasedal v Národním shromáždění Československé socialistické republiky.
Během společenského uvolňování a revize politických procesů v 60. letech 20. století byl postupně odstaven od moci. Když v roce 1963 vypracovala Kolderova komise zprávu o nezákonných soudních a politických postupech v 50. letech, patřil mezi skupinu konzervativních komunistických funkcionářů, která byla následně odstraněna z vrcholných funkcí. Nejprve v roce 1963 zbaven funkce tajemníka Ústředního výboru KSČ, později v roce 1966 zbaven i členství v Ústředním výboru KSČ.
Po roce 1960, když docházelo mezi ekonomy Státní plánovací komise (SPK) a funkcionáři obrozovaných odborů k diskuzi o zavedení pětidenního pracovního týdne, narazil tento návrh od počátku na tvrdý politický, ideologicky motivovaný odpor konzervativců. Bruno Köhler se o těchto snahách vyjádřil následovně: "dvoudenní víkend je zburžoaznění". Konzervativci však byli postupně vytlačeni z vedení KSČ a pětidenní pracovní týden byl zaveden v roce 1969.
Jeho manželkou byla v letech 1932 až 1955 Ludmila Köhlerová, po jistou dobu působící jako sekretářka prezidenta Gottwalda. Podruhé se oženil s Annou Baranovou, funkcionářkou KSČ.